# Ампаро Баро
Ампаро Баро (шп. Amparo Baró San Martín; Барселона, 21. септембар 1937 — Мадрид, 29. јануар 2015) била је шпанска филмска, позоришна и телевизијска глумица.
Каријеру је почела 1955. године и то наступима у позоришту. Прво значајно признање критике и публике добила је за њену улогу у представи Севиљски заводник и камени гост. Њена каријера трајала више од 50 година. Радила је на сцени, као и у филмовима и на телевизији. Остала је упамћена као "Соле" у серији 7 Живота. Српска публика је памти као Хасинту из серије Интернат. Више пута је је награђена за свој рад. Добитница је златне награде Краљевине Шпаније за заслуге у раду. Преминула је од рака 2015. године у 77 години живота.